# Sepintun
Sepintun is een bestuurslaag in het regentschap Sarolangun van de provincie Jambi, Indonesië. Sepintun telt 1503 inwoners (volkstelling 2010).